# Велопрокат
Велопрокат, (байкшеринг, система совместного использования велосипедов) — система проката, обычно созданная на некоммерческой основе, позволяющая арендовать велосипед на одной из автоматизированных станций, совершить поездку и вернуть велосипед в любой пункт проката, установленный в этом же городе. Подобные программы успешно существуют во многих городах мира.
Цель программы — предоставить жителям и туристам дешёвый доступ к велосипеду для кратковременных (не более 3 часов) поездок по городу вместо использования моторного общественного транспорта и автомобиля, что позволяет улучшить транспортную и экологическую обстановку.
Сторонники этой концепции утверждают, что велопрокат избавляет своих участников от рисков вандализма и кражи, и необходимости решения проблем парковки и ремонта, тем самым делая этот вид транспорта привлекательнее.
Совместное использование велосипедов появилось как негосударственное начинание, созданное несколькими независимыми организациями как попытка пересадить автомобилистов на велосипеды, снизить загрязнение окружающей среды и оздоровить население. С 1974 года многие городские администрации и общественные организации озаботились созданием систем совместного использования велосипедов и стали рассматривать его как часть системы общественного транспорта.
По оценкам экспертов, в 2016 году в мире существует более 1000 подобных программ.
К примеру, одна из крупнейших сетей — парижская Vélib', в распоряжении которой 1202 станций и 20 тыс. велосипедов, обслуживает до 110 тыс. ежедневных поездок и является частью системы общественного транспорта города. Пункты аренды Velib' установлены не далее 300 метров друг от друга (по состоянию на 2013 год).

## История
Идея системы совместного использования велосипедов была впервые предложена Луудом Схиммельпеннинком, известным нидерландским инноватором и общественным деятелем. Он был одним из основных вдохновителей плана «Белый велосипед» (нидерл. Wittefietsenplan), предложенного в середине 1960-х годов в Амстердаме. Целью плана было уменьшение интенсивности автомобильного трафика, в результате которого горожане оказывались запертыми в многочасовые пробки на улицах города.
Этот план предлагал установить на специальных станциях по всему городу 20 000 велосипедов, окрашенных в белый цвет. Предполагалось, что пользоваться этими велосипедами можно будет бесплатно. Вместе с другими, так называемыми «Белыми планами», этот проект был направлен в муниципалитет Амстердама, но там был отвергнут. В ответ, сторонники плана, члены молодёжной группы Provo, попробовали расставить некоторое количество белых велосипедов по городу, однако эта акция не имела успеха. Полицейские тут же убрали их с улиц, ссылаясь на муниципальное законодательство, согласно которому, гражданам было запрещено оставлять частную собственность без присмотра. Несмотря на то, что в 1967 году Лууд Схиммельпеннинк был избран в муниципальный совет Амстердама, он так и не смог добиться там одобрения своего плана.
Тем не менее, меньшие по масштабам планы такого рода были реализованы в Мадисоне (Висконсин, США) и Портленде (Орегон, США). В 1993 году в Ла-Рошели (Франция) была предложена, а позже введена, программа предлагавшая велосипеды в бесплатное пользование на срок не более 2-х часов. В том же году в Кембридже (Великобритания), появилась другая система проката велосипедов, известная как «велосипедная библиотека».
В 1999 году в Амстердаме, опять же по предложению Схиммельпеннинка, в рамках пилотного проекта была реализована первая технология с использованием cмарт-карт для доступа к системе совместного использования велосипедов. В системе из 5 станций находилось 250 велосипедов. Смарт-карты были предоставлены нидерландским банком Postbank. Впоследствии, Postbank потерял интерес к этому проекту. Проект был закрыт.
Несмотря на неудачу, это план дал толчок для дальнейших попыток внедрения подобных систем по всему миру. В 2002 году корпорация JCDecaux привлекла Схиммельпеннинка к проекту подобной системы в Вене. Этот проект оказался успешным. В результате его реализации в 2003 году была запущена система проката Citybike Wien. Затем, корпорацией JCDecaux, c 2003 года владеющей брендом Cyclocity, была введена в строй система проката Vélo'v в Лионе (Vélo'v), а в 2007 году система Vélib’ в Париже.
В начале третьего тысячелетия системы совместного использования велосипедов различного типа начали активно развиваться во многих крупных городах Европы и США.

## Виды
Хотя участники подобных систем обычно оплачивают использование велосипеда, программы совместного использования отличаются от типичного коммерческого проката велосипеда.

### Типы
Система нерегулируемого использования — система, в которой велосипеды находятся в свободном доступе для любого желающего для поездок по ограниченной территории (например студенческий городок). Не требует удостоверения личности, кредитной карты или членской карты. После использования велосипед остаётся не закрытым на замок, таким образом кто угодно может забрать велосипед, и для обратной поездки, возможно, придётся искать другой.
Система с депозитом — система, в которой можно арендовать велосипед после внесения небольшого депозита. Депозит возвращается после возврата велосипеда. Так как депозит обычно небольшой (несколько монет), высоки риски краж и вандализма. Некоторые сети резервируют депозит на кредитной карте, что позволяет снизить эти риски.
Система с членством — система, при которой для участия в программе, необходимо зарегистрироваться, предоставив удостоверение личности и получить членскую карту. Обычно велосипеды хранятся на специальных автоматизированных станциях, установленных в разных частях города. В большинстве подобных программ пользование велосипедом первые 30 минут бесплатны.

### По поколениям

#### Нулевое поколение
Так называемое «нулевое» поколение — по сути, это обычная аренда велосипеда в пунктах проката. Пункты проката — неавтоматизированные, работа сотрудника или волонтёра обязательна. За определённую плату можно арендовать велосипед на срок от нескольких часов до суток. Вернуть велосипед можно только туда же, где и началась аренда (в некоторых случаях возможны исключения).

#### Первое поколение
В системах первого поколения велосипеды просто выставляются на улицу в населённом пункте (или в пределах некой обозначенной территории), их может взять любой желающий, без предварительной регистрации; использование бесплатно. Однако, из-за отсутствия какого-либо контроля или защиты, велосипеды такого поколения подвергались вандализму и кражам.
Концепцию Лууда Схиммельпеннинка, называвшуюся «Белый велосипед» (нидерл. Wittefietsenplan), относят к первому поколению.

#### Второе поколение
В системах второго поколения велосипеды размещаются на станциях, прикреплённые на замок. Принцип такой же, как и с тележками в супермаркете: чтобы взять велосипед, необходимо вставить монету (как правило, 2 евро или 20 датских крон). Чтобы вернуть монету, нужно вставить замок от станции, и вытащить монету. Использование самого велосипеда бесплатно. Из-за этого, как и для первого поколения, остались актуальными проблемы вандализма и краж. На такие велосипеды, а также на последующие поколения, уже размещали рекламу.

#### Третье поколение
В системах третьего поколения специально оборудованные велосипеды размещаются на автоматизированных станциях. Для аренды, как правило, необходимо зарегистрироваться в приложении, указать мобильный номер телефона и данные банковской карты; кроме того, возможно удержание депозита. Первая система 3-го поколения заработала в Портсмуте в 1996 году. По мере развития технологий, велосипеды и станции получали различные технологические усовершенствования в виде электронных замков, электронных карт, оплаты мобильными телефонами, а также получили системы навигации и бортовые компьютеры.
Примерами таких систем в России были «Велобайк» в Москве и регионах (запущен в 2013 году; в 2025 году отказался от станционного велопроката), «Велогород» в Санкт-Петербурге (запущен в 2014 году; в 2020 году прекратил работу) и Veli'K в Казани (запущен в 2013 году; в 2020-2021 годах прекратил работу).

#### Четвёртое поколение
Для систем четвёртого поколения станции не требуются. Достаточно найти велосипед с помощью приложения, авторизоваться в мобильном приложении и взять велосипед в аренду. Для завершения аренды нужно поставить велосипед в любом месте (возможны ограничения) и нажать кнопку в приложении. Может потребоваться сделать фото велосипеда.
Примерами таких систем являются московский «Велобайк», петербургский «Smart Bike» (запущен в 2020 году), а также системы велопроката у операторов кикшеринга Whoosh и МТС Юрент.
Существуют также т.н. «гибридные» системы, которые сочетают признаки нескольких поколений, например, бесстанционные и станционные системы в рамках одного сервиса. Примером такой системы был «Велобайк»: в 2023-2024 годах сервис предлагал аренду бесстанционных электровелосипедов «2.0» в дополнение к станционным велосипедам.